# Tetragnatha boydi
Tetragnatha boydi este o specie de păianjeni din genul Tetragnatha, familia Tetragnathidae, descrisă de O. P.-cambridge, 1898. Conține o singură subspecie: T. b. praedator.